# Kuroge Wagyu Joshio Tan Yaki 680 Yen
Singles de Ai Ōtsuka
Daisuki da yo.
(2004) Smily / Biidama
(2005)
Kuroge Wagyu Joshio Tan Yaki 680 Yen (黒毛和牛上塩タン焼680円) est le 7e single de Ai Ōtsuka sorti sous le label Avex Trax le 9 février 2005 au Japon. Il atteint la 3e place du classement de l'Oricon, et reste classé pendant 18 semaines, pour un total de 149 134 exemplaires vendus.
Kuroge Wagyu Joshio Tan Yaki 680 Yen est la version rock de la chanson Kuroge Wagyuu Joshio Tanyaki 735 Yen présente sur l'album Love Jam. Kuroge Wagyu Joshio Tan Yaki 680 Yen a été utilisé comme 1er générique de fin de l'anime Black Jack. Kuroge Wagyu Joshio Tan Yaki 680 Yen se trouve sur la compilation Ai am BEST.

## Liste des titres
| 1. | Kuroge Wagyu Joshio Tan Yaki 680 Yen (黒毛和牛上塩タン焼680円)                         | 3:53 |
| 2. | Hon Maguro Chuutoro 300 Yen (Midori Iro) (本マグロ中トロ三〇〇円(緑色))                | 4:19 |
| 3. | Tsukune 70 Yen (つくね70円)                                                            | 3:01 |
| 4. | Kuroge Wagyu Joshio Tan Yaki 680 Yen (instrumental) (黒毛和牛上塩タン焼680円)          | 3:47 |
| 5. | Hon Maguro Chuutoro 300 Yen (Midori Iro) (instrumental) (本マグロ中トロ三〇〇円(緑色)) | 4:18 |

| 1. | Kuroge Wagyu Joshio Tan Yaki 680 Yen (黒毛和牛上塩タン焼680円) |  |

### Interprétations à la télévision
- Pop Jam SP (5 février 2005)
- Hey! Hey! Hey! (7 février 2005)
- CDTV (9 février 2005)
- Arizona no Mihou (11 février 2005)
- Music Fighter (11 février 2005)
- Utaban (17 février 2005)
- Music Station (18 février 2005)
- Music Fair 21 (19 février 2005)
- Girls Pop Live 2005 (26 février 2005)
- Music Lovers (26 mars 2007)